# Municipio de Leigh
El municipio de Leigh (en inglés: Leigh Township) es un municipio ubicado en el condado de Morrison en el estado estadounidense de Minnesota. En el año 2010 tenía una población de 212 habitantes y una densidad poblacional de 2,27 personas por km².

## Geografía
El municipio de Leigh se encuentra ubicado en las coordenadas 46°2′35″N 93°51′15″O / 46.04306, -93.85417. Según la Oficina del Censo de los Estados Unidos, el municipio tiene una superficie total de 93.35 km², de la cual 93,14 km² corresponden a tierra firme y (0,22 %) 0,21 km² es agua.

## Demografía
Según el censo de 2010, había 212 personas residiendo en el municipio de Leigh. La densidad de población era de 2,27 hab./km². De los 212 habitantes, el municipio de Leigh estaba compuesto por el 99,53 % blancos, el 0,47 % eran amerindios. Del total de la población el 0 % eran hispanos o latinos de cualquier raza.